# Phalacronothus ceylonensis
Phalacronothus ceylonensis är en skalbaggsart som beskrevs av Schmidt 1912. Phalacronothus ceylonensis ingår i släktet Phalacronothus och familjen Aphodiidae. Inga underarter finns listade i Catalogue of Life.